# Penčice (Jevany)
Penčice (německy Pentschitz) jsou zaniklá vesnice u Jevan v okrese Praha-východ. První písemná zmínka o ní pochází z roku 1344. Vesnice zanikla po třicetileté válce. Od konce 15. století, ale i po třicetileté válce v zde fungoval vodní mlýn, který byl na konci 19. století přestavěn na hájovnu. Hájovna v první půli devadesátých let 19. století vyhořela, ale nedaleko od ní byla postavena nová.